# Bom Pastor (Resplendor)
Bom Pastor é um distrito do município brasileiro de Resplendor, no interior do estado de Minas Gerais. Segundo o censo demográfico de 2022, realizado pelo Instituto Brasileiro de Geografia e Estatística (IBGE), sua população era de 380 habitantes e havia 141 domicílios particulares permanentes ocupados. Possui área de 107,84 km² conforme a Fundação João Pinheiro (FJP).
De acordo com o IBGE, em 2010 a população era de 417 habitantes e havia 216 domicílios particulares.
Foi criado pela lei estadual nº 148 de 17 de dezembro de 1938, juntamente à emancipação de Resplendor e com a denominação de Bom Jesus. Passou se chamar Bom Pastor pela lei estadual nº 1.058 de 31 de dezembro de 1943.